# U-621
| U-621                      | U-621                                                          | U-621                                                          |
| -------------------------- | -------------------------------------------------------------- | -------------------------------------------------------------- |
|                            |                                                                |                                                                |
|                            |                                                                |                                                                |
|                            |                                                                |                                                                |
| Під прапором               | Третій рейх                                                    | Третій рейх                                                    |
| Спуск на воду              | 19 березня 1942 року                                           | 19 березня 1942 року                                           |
| Виведений зі складу флоту  | 18 серпня 1944 року                                            | 18 серпня 1944 року                                            |
| Сучасний статус            | затоплений                                                     | затоплений                                                     |
| Проєкт                     |                                                                |                                                                |
| Тип ПЧ                     | Торпедний ДПЧ                                                  | Торпедний ДПЧ                                                  |
| Основні характеристики     |                                                                |                                                                |
| Швидкість (надводна)       | 17,7 вузлів                                                    | 17,7 вузлів                                                    |
| Швидкість (підводна)       | 7,6 вузлів                                                     | 7,6 вузлів                                                     |
| Робоча глибина занурення   | 100 м                                                          | 100 м                                                          |
| Гранична глибина занурення | 220 м                                                          | 220 м                                                          |
| Екіпаж                     | 44 осіб                                                        | 44 осіб                                                        |
| Розміри                    |                                                                |                                                                |
| Довжина найбільша (по КВЛ) | 67,1 м                                                         | 67,1 м                                                         |
| Ширина корпусу найб.       | 6,2 м                                                          | 6,2 м                                                          |
| Висота                     | 9,6 м                                                          | 9,6 м                                                          |
| Середня осадка (по КВЛ)    | 4,70 м                                                         | 4,70 м                                                         |
| Водотоннажність надводна   | 769 т                                                          | 769 т                                                          |
| Озброєння                  |                                                                |                                                                |
| Артилерія                  | одна палубна гармата калібру 88-мм, одна 20-мм зенітна гармата | одна палубна гармата калібру 88-мм, одна 20-мм зенітна гармата |
| Торпедно- мінне озброєння  | 4 носових і один кормовий ТА. 14 торпед або 26 мін             | 4 носових і один кормовий ТА. 14 торпед або 26 мін             |

U-621 — німецький підводний човен типу VIIC, часів Другої світової війни.
Замовлення на будівництво човна було віддане 15 серпня 1940 року. Човен був закладений на верфі суднобудівної компанії «Blohm + Voss» у Гамбурзі 1 липня 1941 року під будівельним номером 597, спущений на воду 19 березня 1942 року, 7 травня 1942 року увійшов до складу 8-ї флотилії. Також за час служби перебував у складі 9-ї флотилії.
Човен зробив 10 бойових походів, в яких потопив 4 судна та допоміжний військовий корабель і пошкодив 1 судно та 1 військовий корабель.
Потоплений 18 серпня 1944 року у Біскайській затоці західніше Ла-Рошель (45°52′ пн. ш. 02°36′ зх. д. / 45.867° пн. ш. 2.600° зх. д.) глибинними бомбами канадських есмінців «Оттава», «Кутеней» та «Шод'єр». Всі 56 членів екіпажу загинули.

## Командири
- Капітан-лейтенант Горст Шюнеманн (7 травня — 4 грудня 1942)
- Оберлейтенант-цур-зее Макс Крушка (4 грудня 1942 — 7 травня 1944)
- Оберлейтенант-цур-зее Герман Штукманн (15 травня — 18 серпня 1944)

## Потоплені та пошкоджені кораблі[3]
| Назва              | Тип                    | Належність      | Дата            | Тоннаж (БРТ) | Вантаж                            | Статус     | Місце                                                       |
| Empire Turnstone   | вантажне судно         | Велика Британія | 23 жовтня 1942  | 6 113        | Баласт                            | потоплено  | 54°40′ пн. ш. 28°00′ зх. д. / 54.667° пн. ш. 28.000° зх. д. |
| Oropos             | вантажне судно         | Греція          | 18 грудня 1942  | 4 474        | Баласт                            | потоплено  | 51°00′ пн. ш. 37°00′ зх. д. / 51.000° пн. ш. 37.000° зх. д. |
| Otina              | танкер                 | Велика Британія | 20 грудня 1942  | 6 217        | Баласт                            | потоплено  | 47°40′ пн. ш. 33°06′ зх. д. / 47.667° пн. ш. 33.100° зх. д. |
| Baron Kinnaird     | вантажне судно         | Велика Британія | 10 березня 1943 | 3 355        | Баласт                            | потоплено  | 53°00′ пн. ш. 40°00′ зх. д. / 53.000° пн. ш. 40.000° зх. д. |
| USS LST-133        | десантне судно         | США             | 15 червня 1944  | 1 625        | Американські військові автомобілі | пошкоджено | 50°01′ пн. ш. 00°49′ зх. д. / 50.017° пн. ш. 0.817° зх. д.  |
| HMS Prince Leopold | десантне судно         | Велика Британія | 29 липня 1944   | 2 938        | Війська та автомобілі             | потоплено  | 50°19′ пн. ш. 00°53′ зх. д. / 50.317° пн. ш. 0.883° зх. д.  |
| Ascanius           | пасажирський транспорт | Велика Британія | 30 липня 1944   | 10 048       |                                   | пошкоджено | 50°15′ пн. ш. 00°48′ зх. д. / 50.250° пн. ш. 0.800° зх. д.  |